# Dinophyceae
Las dinofíceas (Dinophyceae) son un grupo de protistas unicelulares de la superclase Dinoflagellata que incluye las especies de dinoflagelados cuyo núcleo permanece dinocarionte durante todo el ciclo celular, que es dominado por la etapa haploide. Comprende todos los dinoflagelados típicos, tales como Peridinium y Gymnodinium, además de otros más inusuales, incluyendo algunos coloniales, ameboides o parásitos.
Las dinofíceas (desmophyceae) son organismos unicelulares, la mayoría biflagelados, si bien pueden aparecer formas aflageladas: cocoides, filamentosas, palmeloides o ameboides, relacionadas con la gran variedad de formas de nutrición. Generalmente fotosintéticos, aunque también hay formas heterótrofas: saprofíticas, parásitas, simbióticas y holozoicas. Muchos autótrofos marinos son auxótrofos para varias vitaminas.
La pared celular o teca, cuando se presenta, está compuesta fundamentalmente de celulosa. Presentan dos flagelos, situados en surcos o depresiones de la superficie de la célula. Un flagelo acronemático (liso, terminado en una fibrilla), de disposición posterior, localizado en un surco longitudinal o sulcus. Otro flagelo acintado, situado en un surco transversal, cíngulo, ecuatorialmente, que permite el giro y el desplazamiento. Como pigmentos presentan clorofila a y c, β-caroteno, xantofilas, peridinina, neoperidinina, dinoxantina, neodinoxantina y diatoxantina. El material de reserva es almidón.
Las dinofíceas se clasifican por su morfología. Las especies con teca se dividen en cuatro órdenes, basados en la disposición de las placas de su armadura: Peridiniales (por ej. Peridinium), Gonyaulacales (por ej. Ceratium, Gonyaulax), Dinophysiales (por ej. Dinophysis) y Prorocentrales (por ej. Prorocentrum). Los Peridiniales son probablemente parafiléticos con respecto a los otros y en los árboles de ARNr se mezclan con especies que carecen de teca. Los grupos sin teca se considera que son polifiléticos y se clasifican en varios órdenes. Ejemplos de géneros son Gymnodinium, Amphidinium, Symbiodinium y Dinamoeba.
Un grupo de dinoflagelados parásitos con dinocarión, Blastodiniophyceae, ha sido invalidado. Incluía, entre otros, el conocido género Pfiesteria, además de Oodinium y Haplozoon, que ahora se reparten entre varios órdenes de dinofíceas.

## Origen
En el origen de las dinofíceas estaría involucrado un proceso de simbiogénesis, dado por la fusión biológica entre un dinoflagelado depredador heterótrofo que devino en huésped de un alga endosimbionte haptofita. Debido a esto, los plastos típicos de las dinofíceas han heredado la presencia de clorofilas a, c1, c2, c3, β-caroteno y xantófilas diversas. Tanto los grupos que poseen peridinina, que conforman la mayor parte, como los Brachidiniales que poseen fucoxantina, están relacionados con este origen monofilético.

## Filogenia
Parte de los subgrupos se relacionarían del siguiente modo:
|  | Gonyaulacales                                                                |
|  |                                                                              |
|  | \| \| Dinophysiales \| \| \| \| \| \| Suessiales (≈Dinococcales) \| \| \| \| |
|  |                                                                              |
|  | Dinophysiales                                                                |
|  |                                                                              |
|  | Suessiales (≈Dinococcales)                                                   |
|  |                                                                              |

|  | Dinophysiales              |
|  |                            |
|  | Suessiales (≈Dinococcales) |
|  |                            |

|  | Gonyaulacales                                                                |
|  |                                                                              |
|  | \| \| Dinophysiales \| \| \| \| \| \| Suessiales (≈Dinococcales) \| \| \| \| |
|  |                                                                              |
|  | Dinophysiales                                                                |
|  |                                                                              |
|  | Suessiales (≈Dinococcales)                                                   |
|  |                                                                              |

|  | Dinophysiales              |
|  |                            |
|  | Suessiales (≈Dinococcales) |
|  |                            |

|  | Gonyaulacales                                                                |
|  |                                                                              |
|  | \| \| Dinophysiales \| \| \| \| \| \| Suessiales (≈Dinococcales) \| \| \| \| |
|  |                                                                              |
|  | Dinophysiales                                                                |
|  |                                                                              |
|  | Suessiales (≈Dinococcales)                                                   |
|  |                                                                              |

|  | Dinophysiales              |
|  |                            |
|  | Suessiales (≈Dinococcales) |
|  |                            |

|  | Gonyaulacales                                                                |
|  |                                                                              |
|  | \| \| Dinophysiales \| \| \| \| \| \| Suessiales (≈Dinococcales) \| \| \| \| |
|  |                                                                              |
|  | Dinophysiales                                                                |
|  |                                                                              |
|  | Suessiales (≈Dinococcales)                                                   |
|  |                                                                              |

|  | Dinophysiales              |
|  |                            |
|  | Suessiales (≈Dinococcales) |
|  |                            |

|  | Gonyaulacales                                                                |
|  |                                                                              |
|  | \| \| Dinophysiales \| \| \| \| \| \| Suessiales (≈Dinococcales) \| \| \| \| |
|  |                                                                              |
|  | Dinophysiales                                                                |
|  |                                                                              |
|  | Suessiales (≈Dinococcales)                                                   |
|  |                                                                              |

|  | Dinophysiales              |
|  |                            |
|  | Suessiales (≈Dinococcales) |
|  |                            |

|  | Gonyaulacales                                                                |
|  |                                                                              |
|  | \| \| Dinophysiales \| \| \| \| \| \| Suessiales (≈Dinococcales) \| \| \| \| |
|  |                                                                              |
|  | Dinophysiales                                                                |
|  |                                                                              |
|  | Suessiales (≈Dinococcales)                                                   |
|  |                                                                              |

|  | Dinophysiales              |
|  |                            |
|  | Suessiales (≈Dinococcales) |
|  |                            |

|  | Gonyaulacales                                                                |
|  |                                                                              |
|  | \| \| Dinophysiales \| \| \| \| \| \| Suessiales (≈Dinococcales) \| \| \| \| |
|  |                                                                              |
|  | Dinophysiales                                                                |
|  |                                                                              |
|  | Suessiales (≈Dinococcales)                                                   |
|  |                                                                              |

|  | Dinophysiales              |
|  |                            |
|  | Suessiales (≈Dinococcales) |
|  |                            |

|  | Gonyaulacales                                                                |
|  |                                                                              |
|  | \| \| Dinophysiales \| \| \| \| \| \| Suessiales (≈Dinococcales) \| \| \| \| |
|  |                                                                              |
|  | Dinophysiales                                                                |
|  |                                                                              |
|  | Suessiales (≈Dinococcales)                                                   |
|  |                                                                              |

|  | Dinophysiales              |
|  |                            |
|  | Suessiales (≈Dinococcales) |
|  |                            |

|  | Gonyaulacales                                                                |
|  |                                                                              |
|  | \| \| Dinophysiales \| \| \| \| \| \| Suessiales (≈Dinococcales) \| \| \| \| |
|  |                                                                              |
|  | Dinophysiales                                                                |
|  |                                                                              |
|  | Suessiales (≈Dinococcales)                                                   |
|  |                                                                              |

|  | Dinophysiales              |
|  |                            |
|  | Suessiales (≈Dinococcales) |
|  |                            |

|  | Gonyaulacales                                                                |
|  |                                                                              |
|  | \| \| Dinophysiales \| \| \| \| \| \| Suessiales (≈Dinococcales) \| \| \| \| |
|  |                                                                              |
|  | Dinophysiales                                                                |
|  |                                                                              |
|  | Suessiales (≈Dinococcales)                                                   |
|  |                                                                              |

|  | Dinophysiales              |
|  |                            |
|  | Suessiales (≈Dinococcales) |
|  |                            |

|  | Gonyaulacales                                                                |
|  |                                                                              |
|  | \| \| Dinophysiales \| \| \| \| \| \| Suessiales (≈Dinococcales) \| \| \| \| |
|  |                                                                              |
|  | Dinophysiales                                                                |
|  |                                                                              |
|  | Suessiales (≈Dinococcales)                                                   |
|  |                                                                              |

|  | Dinophysiales              |
|  |                            |
|  | Suessiales (≈Dinococcales) |
|  |                            |

|  | Gonyaulacales                                                                |
|  |                                                                              |
|  | \| \| Dinophysiales \| \| \| \| \| \| Suessiales (≈Dinococcales) \| \| \| \| |
|  |                                                                              |
|  | Dinophysiales                                                                |
|  |                                                                              |
|  | Suessiales (≈Dinococcales)                                                   |
|  |                                                                              |

|  | Dinophysiales              |
|  |                            |
|  | Suessiales (≈Dinococcales) |
|  |                            |

|  | Gonyaulacales                                                                |
|  |                                                                              |
|  | \| \| Dinophysiales \| \| \| \| \| \| Suessiales (≈Dinococcales) \| \| \| \| |
|  |                                                                              |
|  | Dinophysiales                                                                |
|  |                                                                              |
|  | Suessiales (≈Dinococcales)                                                   |
|  |                                                                              |

|  | Dinophysiales              |
|  |                            |
|  | Suessiales (≈Dinococcales) |
|  |                            |

|  | Gonyaulacales                                                                |
|  |                                                                              |
|  | \| \| Dinophysiales \| \| \| \| \| \| Suessiales (≈Dinococcales) \| \| \| \| |
|  |                                                                              |
|  | Dinophysiales                                                                |
|  |                                                                              |
|  | Suessiales (≈Dinococcales)                                                   |
|  |                                                                              |

|  | Dinophysiales              |
|  |                            |
|  | Suessiales (≈Dinococcales) |
|  |                            |

|  | Gonyaulacales                                                                |
|  |                                                                              |
|  | \| \| Dinophysiales \| \| \| \| \| \| Suessiales (≈Dinococcales) \| \| \| \| |
|  |                                                                              |
|  | Dinophysiales                                                                |
|  |                                                                              |
|  | Suessiales (≈Dinococcales)                                                   |
|  |                                                                              |

|  | Dinophysiales              |
|  |                            |
|  | Suessiales (≈Dinococcales) |
|  |                            |

|  | Gonyaulacales                                                                |
|  |                                                                              |
|  | \| \| Dinophysiales \| \| \| \| \| \| Suessiales (≈Dinococcales) \| \| \| \| |
|  |                                                                              |
|  | Dinophysiales                                                                |
|  |                                                                              |
|  | Suessiales (≈Dinococcales)                                                   |
|  |                                                                              |

|  | Dinophysiales              |
|  |                            |
|  | Suessiales (≈Dinococcales) |
|  |                            |

La aparición de la teca típica de las dinofíceas habría sido un evento único, por lo que los dinoflagelados tecados conformarían un grupo monofilético. Esta teca consta de placas de celulosa dentro de los alvéolos subcuticulares.